# José Carlos Martínez (futbolista)
José Carlos Martínez Navas (Aldea Bethania, Moyuta Departamento de Jutiapa, Guatemala; 10 de octubre de 1997) es un futbolista guatemalteco. Juega de delantero y su equipo actual es el Municipal de la Liga Nacional de Fútbol de Guatemala. Es internacional absoluto por la selección de Guatemala desde 2018.

## Trayectoria
Martínez comenzó su carrera en el Municipal de la Liga Nacional en 2016. Rápidamente se afianzó en el equipo titular.

## Selección nacional
Debutó en la selección de Guatemala el 15 de agosto de 2018 ante Cuba por un amistoso.

## Clubes
| Club      | País      | Año           |
| --------- | --------- | ------------- |
| Municipal | Guatemala | 2016-presente |

## Palmarés

### Títulos nacionales
| Título        | Club      | País      | Año           |
| ------------- | --------- | --------- | ------------- |
| Liga Nacional | Municipal | Guatemala | Clausura 2017 |
| Liga Nacional | Municipal | Guatemala | Apertura 2019 |
| Liga Nacional | Municipal | Guatemala | Clausura 2024 |

### Distinciones individuales
| Distinción               | Año           |
| ------------------------ | ------------- |
| Trofeo Juan Carlos Plata | Apertura 2023 |